# Робърт Меткалф
Робърт (Боб) Меланктон Меткалф (на английски: Robert Melancton Metcalfe) е американски инженер и изобретател, считан за създател на Етернет.

## Биография
Роден е на 7 април 1946 г. в Бруклин, Ню Йорк, САЩ. Баща му е от Ирландия, а майка му от Норвегия. Учи в Масачузетският технологичен институт и завършва с две бакалавърски степени по електротехника и по индустриален мениджмънт.
През 1972 г. работи в Ксерокс (Xerox PARC) по създаването на персонален компютър и лазерен принтер.
В края на 1972 г. завършва разработката си за мрежа за данни със скорост 3 Мбит/сек. Нарича я Alto Aloha Network, но по-късно я преименува в Етернет.
През 1973 г. защитава кандидатска дисертация на тема пакетни мрежи в университета в Харвард.
През 1979 г. напуска Ксерокс и основава компанията си 3Com. Скоростта на Етернет нараства до 10 Мбит/сек.
През 1982 г. е създаден мрежовия адаптер EtherLink.
През 1983 г. Институтът на инженерите по електротехника и електроника IEEE утвърждава Етернет за международен стандарт.
Счита се че Меткалф формулира правилото (закон), който гласи, че полезността на мрежата е пропорционална на квадрата на броя на ползвателите на тази мрежа ≈n2

## Награди
- Меткалф е награден с Почетен медал на (IEEE) за 1996 г.
- През 2003 г. получава наградата Маркони за разработката на Етернет.
- Получава Национален медал на САЩ в областта на технологиите и иновациите в Белия дом на 14 март 2003 г. „лидерство в развитието, стандартизацията, и комерсилизацията на Етернет“ [5]
- Става член на Националната зала на славата в Акрон, Охайо за работата си с технологията Етернет